# Микульски, Барбара
Ба́рбара Энн Мику́льски (англ. Barbara Ann Mikulski ; род. 20 июля 1936, Балтимор, Мэриленд) — американский политик и общественный деятель, сенатор США от штата Мэриленд, член Демократической партии.

## Биография
Микульски из семьи польского происхождения. Окончила католический университет Маунт Сейнт Агнес Колледж (1974) и Университет Мэриленда в Балтиморе (1981). В 1972—1977 — член Городского Совета города Балтимор. В 1974 году проиграла в выборах в Сенат США. В 1976 году была избрана в Палату представителей США, получив 76 % голосов.
В 1986 году была избрана в Сенат США и переизбрана в 1992, 1998, 2004 и 2010. Возглавляла сенатский Комитет по ассигнованиям в 2012—2015 годах. После получения большинства в Сенате республиканцами ушла с поста председателя.
Была представлена на коллекционных карточках Supersisters.